# Округ Прибрам
Округ Прибрам (чеш. Okres Příbram) је округ у Средњочешком крају, у Чешкој Републици. Административно средиште округа је град Прибрам.

## Становништво
Према подацима о броју становника из 2012. године округ је имао 113.662 становника.